# Azoture de sodium
L'azoture de sodium se présente sous la forme d'un solide cristallin, blanc et inodore. Toxique et instable, il explose s'il est chauffé rapidement.
Il pourrait être dégagé par des munitions dégradées à partir de l'azoture de plomb qu'elles contiennent.
État : Solide cristallin, ou vapeurs émises par sa solution.

## Méthode de préparation
L'azoture de sodium est préparé par le procédé Wislicenus à partir de l'ammoniac. Ce dernier est opposé à du sodium métallique dans une première étape pour donner de l'amidure de sodium.
2 Na + 2 NH3 → 2 NaNH2 + H2
Dans une deuxième étape, l'amidure est opposé à du protoxyde d'azote :
2 NaNH2 + N2O → NaN3 + NaOH + NH3

## Utilisation
L'azoture de sodium est utilisé dans les coussins gonflables de sécurité (airbags) des voitures. Sa décomposition en N2 est en effet bien plus rapide que l'ouverture d'une vanne pour libérer du gaz et gonfler l'airbag. La réaction de décomposition est :
2 NaN3 → 2Na + 3 N2

## Réactivité

### Réaction acide base
La réaction de l'azoture avec un acide fort donne de l'acide azothydrique, gaz extrêmement toxique.
H+ + N3− → HN3
L'ion azoture est en effet la base conjuguée de cet acide. Son pKB est 4,6.

### Réaction avec l'acide nitreux
L'azoture de sodium réagit rapidement avec l'acide nitreux.
2 NaN3 + 2 HNO2 → 3 N2 + 2 NO + 2 NaOH

### Substitution nucléophile
L'ion azoture est un bon nucléophile dans les réactions de SN2.

## Toxicité
Cette molécule est absorbée par les voies respiratoires, la peau et les voies digestives.

### Effets
Ingestion : dyspnée, hypotension, étourdissements, violents maux de tête, nausées, vomissements, diarrhée, incontinence, transpiration, faiblesse, perte de conscience ;
intoxication grave :  collapsus, perte de conscience, perte de tonus musculaire, détresse respiratoire, acidose, fibrillation ventriculaire, œdème cérébral, puis mort.
Les solutions d'azoture de sodium dégagent des vapeurs d'acide hydrazoïque (ou azothydrique), qui se signalent par de violents maux de tête après inhalation, ainsi que des étourdissements, faiblesse, toux, hypotension.